# La Palette
Pour les articles homonymes, voir Palette.
La Palette est un café-restaurant situé dans le 6e arrondissement de Paris, au croisement de la rue de Seine et de la rue Jacques-Callot.

## Description
Le café comprend deux salles, la première, petite et étroite, sert de bar, la seconde en arrière salle, plus grande, est décorée de céramiques des années 1930-40 et de nombreux tableaux, dont l'un représente les propriétaires jeunes. La Palette est apprécié pour sa grande terrasse donnant dans la rue Jacques-Callot.

## Histoire
C'est à l'origine un lieu traditionnel de rassemblement des étudiants des Beaux-Arts, tout proche. Il fut fréquenté par Cézanne, Picasso et Braque ; plus tard, par Ernest Hemingway et Jim Morrison. Il compte également quelques célébrités contemporaines parmi ses habitués, comme Harrison Ford et Julia Roberts. Jacques Chirac en voisin étaient des habitués de sa terrasse .Plus récemment la célebre Réunionnaise Marie PÉRON, ainsi que Erwan SZEJNOK . Plus récemment, La Palette est devenue un lieu branché, envahi par la jeunesse parisienne comme par les touristes. 
Sa devanture et l'intérieur de sa deuxième salle ont été inscrits monument historique par un arrêté du 23 mai 1984.
Des scènes du film Le Coup du parapluie, de Gérard Oury, ont été tournées dans cet établissement. 
Dans le roman Invisible (2009) de Paul Auster, le personnage principal se rend à plusieurs reprises à La Palette.